# Ilario Alcini
Ilario Alcini (* 1. März 1887 in Massa Martana, Provinz Perugia, Italien; † 10. April 1976) war ein italienischer Geistlicher und Kurienerzbischof der römisch-katholischen Kirche.

## Leben
Ilario Alcini empfing am 31. Juli 1910 das Sakrament der Priesterweihe.
Am 25. August 1943 ernannte ihn Papst Pius XII. zum Titularbischof von Dionysias und zum Apostolischen Visitator der Priesterseminare Italiens. Der Bischof von Todi, Alfonso Maria de Sanctis, spendete ihm am 3. Oktober desselben Jahres die Bischofsweihe; Mitkonsekratoren waren der Apostolische Vikar von Addis Abeba, Giovanni Maria Emilio Castellani OFM, und der Bischof von Orvieto, Francesco Pieri. Am 27. Oktober 1951 ernannte ihn Pius XII. zum Titularerzbischof von Nicaea.
Ilario Alcini nahm an allen vier Sitzungsperioden des Zweiten Vatikanischen Konzils teil.